# 瀬戸良枝
瀬戸 良枝（せと よしえ、1978年5月14日 - ）は、日本の小説家。石川県金沢市出身。法政大学文学部卒業。近畿大学大学院文芸学研究科修士課程修了。

## 経歴
2006年、「幻をなぐる」（「新しい歌」を改題）で第30回すばる文学賞を受賞する。

## 作品リスト
- 『幻をなぐる』（2007年1月10日、集英社、ISBN 9784087748437）
  - 幻をなぐる（『すばる』2006年11月号）
  - 鸚鵡（『すばる』2007年1月号）

### 単行本未収録作品
- とある光（『文學界』2007年8月号）
- 冬蛇（『文學界』2008年3月号）